# Château de Třeboň
Le château de Třeboň (en allemand : Wittingau) est situé au centre de la ville de Třeboň en République tchèque. Le château est placé depuis le 3 mai 1958 sous la protection des monuments et depuis le 1er janvier 2002 classé monument culturel national de la République tchèque. L'entrée du château se trouve à l'angle sud-ouest de la place principale.

## Histoire
Une forteresse se trouvait à l'origine sur le site du château actuel. EIle fut transformée en château de 1479 à 1482 par Wok II von Rosenberg, qui résidait à Wittingau. En 1522, deux ailes latérales ont été construites. Sous Wilhelm von Rosenberg, l'architecte Antonio Ericer le convertit en palais Renaissance de 1565 à 1575. Parallèlement, l'aile sud-ouest, le portail d'entrée et une tour ont été ajoutés. À l'époque de Wilhelm von Rosenberg, les alchimistes John Dee et Edward Kelley ont également vécu ici (fin des années 1580). Kelley a mené des expériences alchimiques ici.
D'autres modifications ont été apportées de 1599 à 1611 selon les plans de Domenico Benedetto Cometta sous le règne de Peter Wok von Rosenberg, qui résidait à Wittingau à partir de 1602. Il a déplacé les archives du château de Český Krumlov, qui étaient gérées par l'archiviste et chroniqueur de Rosenberg Václav Březan, au château de Wittingau, où elles appartiennent toujours à la plus grande collection des archives aristocratiques de Bohême.
Les prochains propriétaires du château furent à partir de 1611 les seigneurs de Schwanberg et à partir de 1622 la maison de Habsbourg. L'archiduc Léopold Guillaume d'Autriche le céda au prince Schwarzenberg en 1660. Au XVIIIe siècle, d'autres transformations et extensions, y compris des écuries et un entrepôt, ainsi que le bâtiment administratif baroque, eurent lieu. En 1874, les Schwarzenberg ont érigé leur crypte familiale dans un parc près du village voisin de Domanín.

## Description
Le château abrite l'une des archives les plus importantes de la République tchèque. Il n'est donc que partiellement accessible au public. Outre le bel escalier Renaissance, la salle des armoiries de Rosenberg et la salle des courtisans se visitent. La fontaine dans la cour du château a été créée par Paul Ignaz Bayer en 1712. Le grand parc du château aux arbres centenaires est en accès libre.

## Littérature
- Joachim Bahlcke, Winfried Eberhard, Miloslav Polívka (Eds. ) : Manuel des lieux patrimoniaux . Volume : Bohême et Moravie (= édition de poche de Kröner . tome 329). Kröner, Stuttgart 1998,  (ISBN 3-520-32901-8), pages 666-668.
- Erhard Gorys : DuMont Art Guide République Tchèque. Culture, paysage et histoire en Bohême et Moravie. DuMont, Cologne 1994,  (ISBN 3-7701-2844-3), p. 165-167.
- Châteaux, monastères et châteaux, régions de Waldviertel, région du Danube, Bohême du Sud, Vysočina, Moravie du Sud  (ISBN 978-3-9502262-2-5), p. 108 F.

## Liens web
- Třeboň. Présentation web officielle. Dans : zamek-trebon.cz, site internet du château (anglais, tchèque).
- Château de Třeboň. Dans : jiznicechy.org (allemand, anglais, tchèque).